# Mcebo Mkhaliphi
Mcebo Mkhaliphi (* 11. Oktober 1995 in Manzini) ist ein eswatinischer Leichtathlet, der sich auf den Sprint spezialisiert hat.

## Sportliche Laufbahn
Erste internationale Erfahrungen sammelte Mcebo Mkhaliphi im Jahr 2016, als er bei den Afrikameisterschaften in Durban mit der eswatinischen 4-mal-400-Meter-Staffel in 3:12,64 min den fünften Platz belegte. 2018 schied er bei den Afrikameisterschaften in Asaba mit 21,76 s in der ersten Runde im 200-Meter-Lauf aus und auch bei den Afrikameisterschaften 2022 in Port Louis kam er mit 21,56 s nicht über den Vorlauf hinaus, gelangte aber mit der 4-mal-100-Meter-Staffel mit 41,48 s auf Rang sieben. Nach einem Jahr Wettkampfpause schied er 2024 bei den Afrikameisterschaften in Douala mit 10,70 s und 21,37 s jeweils in der ersten Runde über 100 und 200 Meter aus und verpasste mit der Staffel mit 39,82 s den Finaleinzug.

## Persönliche Bestzeiten
- 100 Meter: 10,66 s (−0,5 m/s), 1. März 2018 in Johannesburg
- 200 Meter: 21,22 s (+1,0 m/s), 18. März 2024 in Pretoria